# Charlton Abbots
Charlton Abbots – wieś w Anglii, w hrabstwie Gloucestershire, w dystrykcie Tewkesbury, w civil parish Sudeley. Leży 16,1 km od miasta Tewkesbury, 20,9 km od miasta Gloucester i 136,5 km od Londynu. W 1931 roku civil parish liczyła 71 mieszkańców. Charlton Abbots jest wspomniana w Domesday Book (1086) jako Cerletone.